# Werner van den Valckert

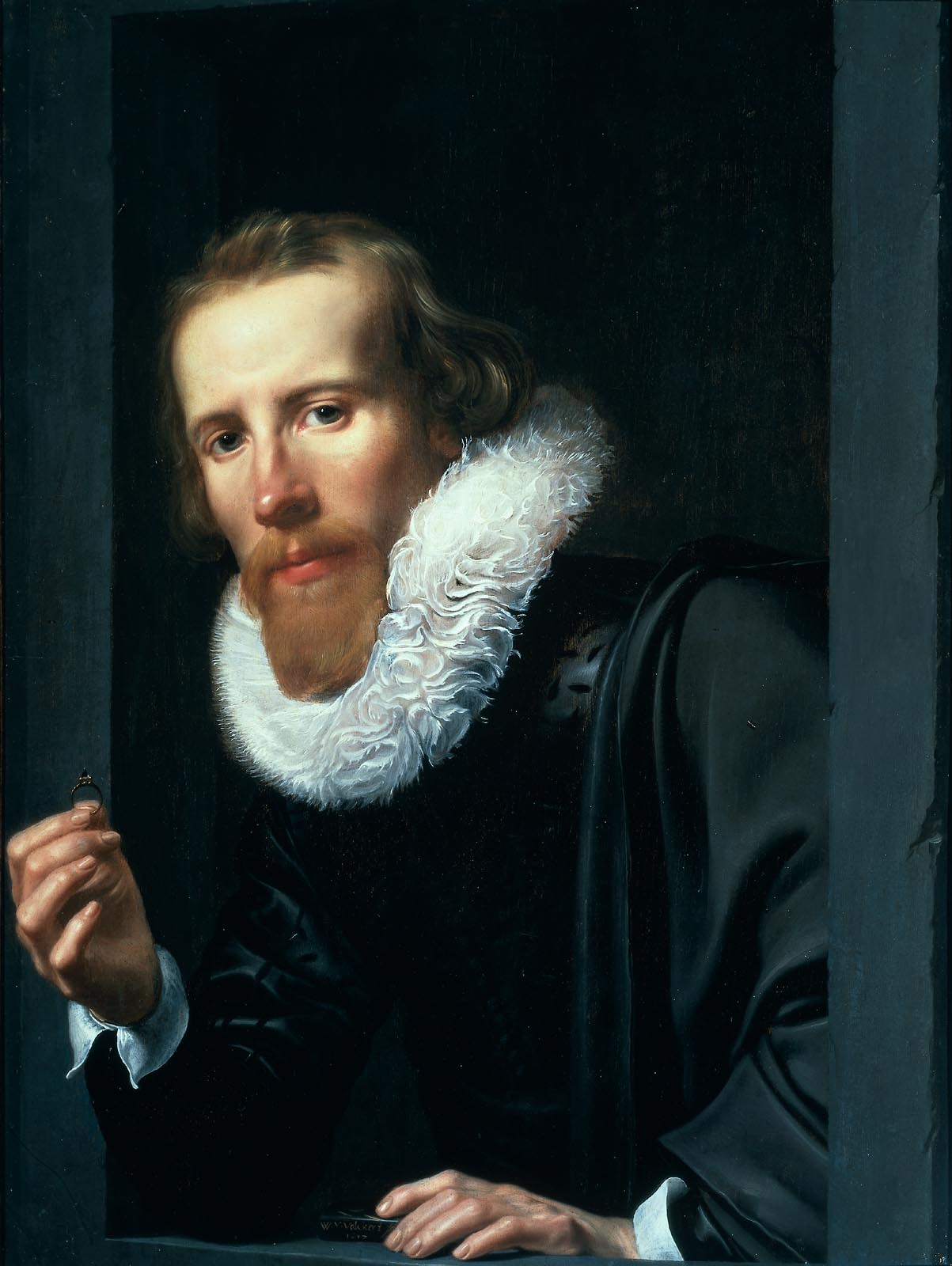
En man med en ring, målad av Werner van den Valckert 1617.

Werner van den Valckert, född omkring 1580 i Haag, död 1627 i Amsterdam, var en nederländsk målare.
van den Valckert vistades i Amsterdam från 1620. Han målade skytte- och regentstycken, av vilka fyra finns i Amsterdams Rijksmuseum, som även äger fem stora tavlor, framställande mottagning av barn, inskrivning av fattiga, utdelning av bröd, penningar och kläder med mera. Likaså finns där av van den Valckerts hand ett porträtt av amiralen Swartenhondt (1627) samt i Utrecht en religiös bild, Kristus välsignar barnen (1620).